# Juan Sabato
Juan Sabato (24 de julio de 1904; m. 1988) fue un ingeniero y tecnólogo argentino. Se destacó por su actividad en favor del desarrollo tecnológico energético y su posición de defensa de la empresa estatal como medio válido y necesario para el desarrollo.

## Biografía
En 1936 formó parte de un grupo integrado también por el ingeniero Julio V. Canessa por YPF y otros especialistas, para dar forma al proyecto del concejal socialista Andrés Justo, de la ciudad de Buenos Aires, de que YPF realizare el suministro de gas de la ciudad. Fue la primera vez que se propuso construir un gasoducto en Argentina.
En 1943 fue designado por el presidente (de facto), General Pedro Pablo Ramírez como integrante de la Comisión presidida por el Coronel Matías Rodríguez Conde que debía investigar el escándalo de la CHADE. Un año después produjeron el conocido Informe Rodríguez Conde, cuyas conclusiones y publicación fueron bloqueadas por el entonces presidente Edelmiro Farrel.
Durante la presidencia de Arturo Frondizi (1958-1962) se opuso a los contratos petroleros que realizó YPF con compañías extranjeras durante la conducción de dicha empresa estatal por parte del doctor en química Arturo Sabato, su hermano. En 1964, bajo la presidencia de Arturo Illia, actuó como Subsecretario de Combustibles en la Secretaría de Energía a cargo de Antulio Pozzio.
Entre 1964 y 1966 se desempeñó como Rector de la Universidad Tecnológica Nacional (UTN).
La Ciudad de Buenos Aires entrega anualmente el Premio Juan Sabato.

## Obra
Publicó el libro Mediciones eléctricas: Corriente continua y corriente alterna de baja frecuencia, Librería y editorial Alsina, 1978.
También publicó Por una política nacional de la energía eléctrica.

## Relaciones familiares
Era hermano del conocido escritor Ernesto Sabato.
Juan Sabato no debe ser confundido con su hermano Arturo Sabato, doctorado en química, ni su sobrino Jorge Alberto Sabato, ingeniero y tecnólogo conocido por haber formulado el Triángulo de Sabato.